# Hans Hartung
Hans Hartung, född den 21 september 1904 i Leipzig, död den 7 december 1989 i Antibes, var en tysk-fransk målare som var känd för sin abstrakta stil. 

## Biografi
Hartung utvecklade tidigt en uppskattning av Rembrandt och tyska konstnärer som Lovis Corinth och expressionisterna Oskar Kokoschka och Emil Nolde. År 1924 skrev han in sig vid universitetet i Leipzig, där han studerade filosofi och konsthistoria. Därefter studerade han vid Konstakademin i Dresden, där han kopierade målningar av de stora mästarna.
Alltifrån 1920-talet var han en av den nonfigurativa konstens främsta europeiska företrädare. Mot en monokrom eller en färgrik bakgrund målade han upp ett stort och kraftfullt skrivtecken, som påminner om österländsk kalligrafi. Hartungs abstrakta målningar utövade starkt inflytande på många yngre amerikanska målare under 1960-talet, vilket gjorde honom till en viktig föregångare till den amerikanska lyriska abstraktionen av 1960 och 1970. 
Hartung var verksam i Paris från 1935 och blev fransk medborgare 1945. Han var också en dekorerad krigsveteran från franska främlingslegionen under andra världskriget.
Hartung var gift med norskan Anna-Eva Bergman.